# Пресечинско језеро
Пресечинско језеро се налази на само десетак километара од Лесковца, на путу који води према Вучју. Богато је рибом, и то разним врстама, што је посебно погодно развоју риболовног туризма. Пресечинско језеро је идеално за излетнички туризам, јер обилује атрактивним теренима. Добило је назив по селу Пресечина, изнад којег се налази.